# Costantino Cutolo
Costantino Cutolo (Padova, 14 aprile 1989) è un ex cestista italiano.

## Carriera

### Club
Dal 2010 milita nel Perugia Basket; in precedenza ha vestito le maglie di Virtus Siena, Pallacanestro Firenze e Unione Cestistica Casalpusterlengo.

### Nazionale
Con l'Italia under 18 ha disputato gli Europei 2007.

Con l'Italia under 20 ha disputato gli Europei 2008.